# The Dubliners

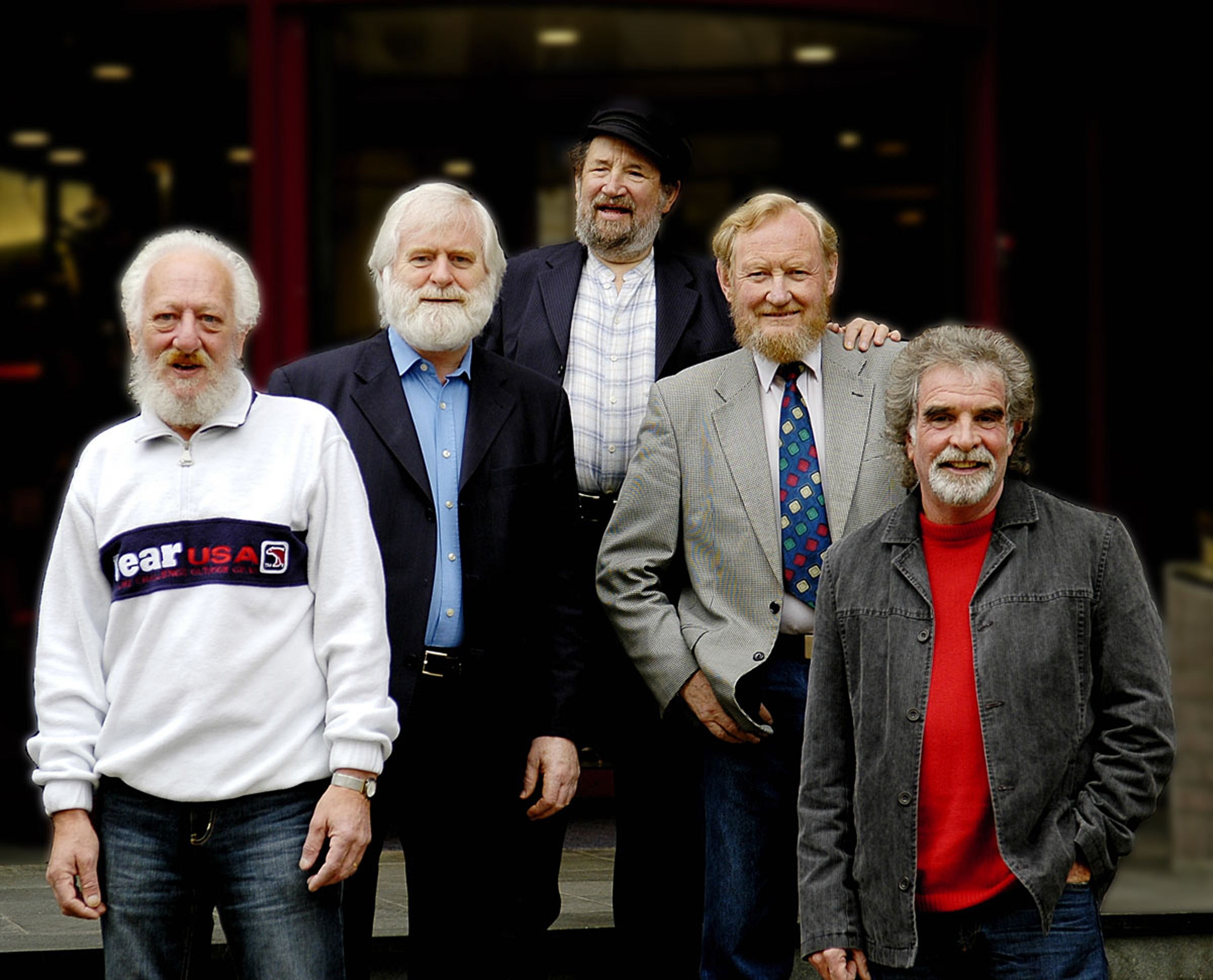
Група The Dubliners

The Dubliners (англ. Дублінці) — група, що виконує ірландську народну музику, існувала з 1962 по 2012 рік. Спочатку вони прославилися своїми виступами в O Donoghue's Pub.

## Учасники групи
- Ронні Дрю (Ronnie Drew) (1962—1974; 1979—1995) вокал, гітара
- Люк Келлі (Luke Kelly) (1962—1984) вокал, банджо
- Кіаран Бурк (Ciaran Bourke) (1962—1974) вокал, гітара, вістл, губна гармоніка
- Барні МакКенна (Barney McKenna) (1962—2012) ірландське банджо, мандоліна, акордеон, вокал
- Джон Шин (John Sheahan) (1964-) скрипка, мандоліна, вістл
- Боббі Лінч (Bobby Lynch) (1964—1965) вокал, гітара
- Джим МакКанн (Jim McCann) (1974—1979) вокал, гітара
- Шон Кеннон (Sean Cannon) (1982-) вокал, гітара
- Емон Кемпбелл (Eamonn Campbell) (1987-) гітара, мандоліна
- Падді Реллі (Paddy Reilly) (1995—2005) вокал, гітара
- Патси Уотчхорн (Patsy Watchorn) (2005-) вокал, банджо, боран

Спочатку група була відома як The Ronnie Drew Group, першими її учасниками були Ронні Дрю, Люк Келлі, Кьяран Бурк і Барні МакКенна. Зміна назви викликана пристрастю Келлі до розповідей Джеймса Джойса із збірки «Дублінці».
Група прославилася завдяки своєму майстерному емоційному виконанню таких ірландських народних пісень, як міські балади, пабні «застільні» пісні і т. д., так само The Dubliners виконували й інструментальні композиції, такі, як ріли, джиги і хорнпайпи.
Група припинила існування в поточному вигляді після смерті Барні Маккенни в 2012 році.

## Популярність
The Dubliners широко відомі не тільки в Ірландії; вони були першопрохідцями в стилі ірландської народної музики в Європі і (хоча в меншій мірі) в США. Їх треки 1967 року Seven Drunken Nights і The Black Velvet Band активно просувалися на піратській радіостанції Radio Caroline. В результаті обидва треку увійшли в топ 20 поп-чартів великої Британії. Третій сингл, Maids, When You're Young Never Wed an Old Man досяг 43 місця в грудні 1967.

## Дискографія
- 1964 The Dubliners Luke with Kelly
- 1965 In Concert
- 1966 Finnegan Wakes
- 1967 A Drop of the Hard Stuff (a.k.a. Seven Drunken Nights)
- 1967 More of the Hard Stuff
- 1968 Drinkin' and Courtin' (a.k.a. I Know My Love)
- 1968 At It Again (a.k.a. Seven Deadly Sins)
- 1969 Live at the Royal Albert Hall
- 1969 At Home with The Dubliners
- 1969 it's The Dubliners
- 1970 Revolution
- 1972 Hometown
- 1972 Double Dubliners (a.k.a. Alive And Well)
- 1973 Plain and Simple
- 1974 Live
- 1975 Now
- 1976 A Parcel of Rogues
- 1977 Live at Montreux
- 1977 Home, Boys, Home
- 1977 15 Years On (перевиданий)
- 1979 Together Again
- 1983 21 Years On (перевиданий)
- 1983 Prodigal Sons
- 1985 Live In Carre
- 1987 25 Years Celebration (перевиданий)
- 1988 Dubliner's Dublin
- 1992 30 Years A-Greying (перевиданий)
- 1992 Off to Dublin Green
- 1996 Further Along
- 1997 Alive Alive-O
- 1997 The Definitive Collection Transatlantic
- 1998 At their best
- 2000 Original Dubliners
- 2000 Collection (перевиданий)
- 2002 The best of The Dubliners
- 2002 The Transatlantic Anthology
- 2002 40 Years (half reassembling)
- 2002 Live From The Веселість
- 2003 Spirit of the Irish
- 2006 The Dubliners Collection (перевиданий)
- 2006 Live At Вікарієм Street
- 2009 A Time to Remember